# Irina Stankina
Irina Stankina (ros. Ирина Васильевна Станкина; ur. 25 marca 1977 w Sarańsku) – rosyjska lekkoatletka specjalizująca się w chodzie sportowym. Dwukrotna uczestniczka letnich igrzysk olimpijskich w Atlancie (1996) oraz w Sydney (2000).
W 1995 r. w wieku 18 lat i 135 dni została najmłodszą w historii lekkoatletką, która zdobyła tytuł mistrzyni świata w kategorii seniorek.
Także jej rodzeństwo – brat Władimir oraz siostra Inna uprawiali chód sportowy.

## Sukcesy sportowe
- mistrzyni Rosji w chodzie na 10 kilometrów – 1997 (zimowe mistrzostwa kraju)
- mistrzyni Rosji w chodzie na 20 kilometrów – 1999[2] i 2007

| Rok  | Miasto        | Zawody                      | Konkurencja    | Wynik         |
| ---- | ------------- | --------------------------- | -------------- | ------------- |
| 1993 | San Sebastián | Mistrzostwa Europy juniorów | chód na 5000 m | brązowy medal |
| 1994 | Lizbona       | Mistrzostwa świata juniorów | chód na 5000 m | złoty medal   |
| 1995 | Göteborg      | Mistrzostwa świata          | chód na 10 km  | złoty medal   |
| 1996 | Sydney        | Mistrzostwa świata juniorów | chód na 5000 m | złoty medal   |
| 1997 | Poděbrady     | Puchar Świata               | chód na 10 km  | złoty medal   |

## Rekordy życiowe
- chód na 5000 metrów – 20:31,4 – Adler 10/02/1996 były rekord świata juniorów[1]
- chód na 5000 metrów (hala) – 21:28,0 – Sarańsk 30/12/2002
- chód na 10 kilometrów – 41:17 – Adler 09/02/1997
- chód na 20 kilometrów – 1:25:29 – Moskwa 19/05/2000